# 徳谷昌勇
徳谷昌勇（とくたに まさお、1940年11月1日-2013年2月8日）は、日本の経営学者・実業家。

## 略歴
東京生まれ。早稲田大学大学院商学研究科修士課程修了。千葉商科大学講師、助教授、成蹊大学経済学部助教授、教授、2001年中央大学専門職大学院教授、東京農業大学生物産業学部教授、早稲田大学商学研究科客員教授。78年「企業社会会計論」で中央大学商学博士。専門はリスクマネジメント、危機管理。危機管理システム研究学会を創設。経営行動研究学会常任理事。東京消防庁火災予防審議会、経済産業省、農林水産省、国土交通省などの委員、アーサーヤング（現アーンストアンドヤング）ＳＲＭ研究所所長等を歴任。2002年、リスクマネジメント専門会社「株式会社ウイントロン」を創業。リスクマネジメントをベースとしたリスク感性訓練プログラムおよび新製品開発の理論「未来質管理」を開発し、多くの企業で実証する。

## 著書
- 『セミナー簿記論』税務経理協会 1973
- 『企業社会会計論 その基礎構造に関する理論的および実証的研究』白桃書房 1977
- 『推定簿記』税務経理協会 1981
- 『リスクマネジャー 攻めの経営学』東洋経済新報社 1983
- 『未来質管理のすすめ TQCだけでは生き残れない』ダイヤモンド社 1986
- 『監査役の条件』東洋経済新報社 2009

### 共編著
- 『例解財務諸表論演習 理論編・計算編』宇南山英夫共著 評論社 1981
- 『例解簿記論演習』宇南山英夫共著 評論社 1981
- 『リスクマネジメントの理論と実践 上場企業300社経理・総務の実態調査から』編著 中央経済社 1988

## 論文
- <徳谷昌勇